# Pulastya
Pulastya (Sanskrit पुलस्त्य Pulastya m.; Pali: Pulatthi) ist einer der sieben Saptarishi im Hinduismus und somit auch einer der sieben Sterne im Großen Bären.

## Mythos
Pulastya ist einer der geistgeborenen Sohne von Brahma, von dem er die Vishnu Purana erhielt, die er seinem Schüler Parashara weiter vermittelte.
Pulastya ist der Vater von Vishravas und somit Großvater von Kubera und von Ravana, dem mythischen König von Lanka und Gegner von Rama.  Von Pulastya stammen auch die dämonischen Rakshasa ab.

## Sonstiges
Der Ort Polonnaruva (Pali: Pulatthinagara) auf Sri Lanka ist nach Pulastya benannt.